# Il cittadino dello spazio
Il cittadino dello spazio (This Island Earth) è un romanzo di fantascienza di Raymond F. Jones scritto nel 1950 e originariamente pubblicato a puntate sulla rivista Thrilling Wonder Stories.
Da esso è stato tratto il classico film Cittadino dello spazio (This Island Earth) del 1955 diretto da Joseph Newman, che ha influenzato la successiva produzione letteraria di Raymond F. Jones.

## Ambientazione
Il romanzo è ambientato negli anni cinquanta, ossia è contemporaneo alla data di pubblicazione. Dal punto di vista geografico tutta la prima parte della storia si svolge negli Stati Uniti e in particolare a Los Angeles in California e a Phoenix in Arizona. L'ultima parte del romanzo è invece ambientata nello spazio.

## Trama
Il protagonista del romanzo, Cal Meacham, mentre lavora come tecnico presso una grande industria di Los Angeles, la Ryberg Instrument Corporation, entra in possesso di materiale tecnologicamente avanzato fornitogli da una ditta esterna, denominata Servizio Elettronico, Gruppo 16. Utilizzando un semplice catalogo illustrativo dei prodotti fornitogli dalla stessa ditta e ordinando ad essa i prodotti necessari, Cal riesce nella difficile impresa di costruire quello che il catalogo dichiara essere un "interocitore", uno strumento estremamente complesso appartenente ad una tecnologia molto più avanzata di quella umana. Grazie a questo successo e proprio per mezzo dell'interocitore, che si rivela essere un avanzatissimo strumento di comunicazione, Cal viene contattato da quelli che si definiscono come i "Tecnici della Pace" che gli offrono un lavoro presso la loro industria. Cal, al tempo stesso attratto dalla tecnologia straordinariamente avanzata che i Tecnici hanno dimostrato di possedere e spaventato per le poche informazione che ha su queste persone, decide di accettare l'offerta.
Arrivato nel nuovo posto di lavoro Cal conosce Ruth Adams, una bella ragazza di cui Cal si innamora e che sposerà, e Ole Swenberg, suo vecchio compagno di scuola. I due rivelano a Cal i loro sospetti sui Tecnici della Pace e sul loro capo, la misteriosa figura che si fa chiamare semplicemente l'"Ingegnere". Dopo diverso tempo che lavora in tale luogo Cal è chiamato ad incontrare l'Ingegnere, il cui vero nome è Jorganosvara: Cal rimane affascinato da tale personalità e accetta il compito che gli viene assegnato, ossia dirigere la catena di montaggio degli interocitori, anche se non conosce le finalità per la quale essi vengono prodotti.
Nel frattempo crescono i dubbi da parte di Ruth, particolarmente sorpresa dalla scelta del collega Ole di lasciare il lavoro presso i Tecnici e dal suo profondo cambiamento. 
Una sera i dubbi di Ruth e Cal vengono confermati: scoprono infatti che gli interocitori prodotti nel settore di Cal vengono misteriosamente prelevati, una volta completati, da un'astronave nel cuore della notte. Cal ritiene che i Tecnici della Pace siano dunque degli umani così tecnologicamente avanzati da avere scoperto il viaggio interstellare.
Alla luce di tale scoperta Cal è spinto a lavorare all'interocitore, il quale secondo lui rimane il centro della questione. Modificando dei particolari di tale meccanismo l'interocitore si trasforma infatti in uno strumento in grado di captare i pensieri delle persone. Mettendo in funzione l'interocitore modificato Cal riesce a intercettare i pensieri di Jorganosvara, dalla quale apprende una verità sconvolgente: la Terra è coinvolta, a causa dei Tecnici della Pace, in una guerra spaziale con un nemico alieno. Ma le rivelazioni non finiscono qui: Cal infatti scopre che gli stessi Tecnici della Pace non sono degli umani bensì degli extraterrestri che hanno stabilito delle basi sulla Terra al fine di poter costruire le armi (gli interocitori) per poter combattere la guerra contro i loro nemici. Cal scopre l'esistenza di Metaluna, un'organizzazione di mondi appartenenti a più di cento galassie i cui membri prendevano il nome di Llanna, e del suo nomico, gli Zhagon, un nemico potente e tenace, sorto dalle profondità dello spazio per distruggere tutte le forme di vita che si fossero opposte alla sua avanzata. Alla luce di tali rivelazioni e nonostante il fondamentale pacifismo alla quale ha improntato la sua vita, Cal decide ugualmente di aiutare i Llanna nella costruzione degli interocitori.
La Terra, che fino a quel punto era rimasta ai margini della guerra galattica che da tempo immemore si combatte nell'universo, si ritrova però, a causa di uno sviluppo inaspettato della guerra, gravemente minacciata. Cal e Ruth infatti scoprono che Ole è in realtà una spia Zhagon inviata sulla Terra al fine di impedire la costruzione degli interocitori: egli, non riuscendo a impedire la produzione degli interocitori né attraverso gli scioperi dei lavoratori della fabbrica, né attraverso sabotaggi notturni, decide, con gli Zhagon, di distruggere completamente la Terra ponendola sulla traiettoria della loro avanzata galattica. I Llanna del Consiglio di Metaluna, di cui Jorganosvara è un membro autorevole, guidati dalle previsioni fatte dai loro potenti calcolatori decidono che la Terra non debba essere difesa, lasciandola in balia della distruzione che gli Zhagon porteranno e offrono a Cal e Ruth di lasciare la Terra e trasferirsi su un altro mondo dove avrebbero potuto continuare la produzione di interocitori.
Cal e Ruth, sconvolti dalla notizia dell'imminente distruzione, decidono di non abbandonare la Terra e i suoi miliardi di abitanti al loro destino in quanto si sentono in parte responsabili di quanto sta accadendo. Nonostante il profondo scoramento che li affligge riescono a convincere un morente Jorganosvara della necessità di salvare la Terra. Con il messaggio del defunto Jorganosvara, Cal e Ruth si presentano al cospetto del Consiglio di Metaluna per perorare la causa della difesa della Terra. Il Consiglio però, forte delle sue teorie sulla previsione della guerra compiuta in base ai loro potenti e infallibili calcolatori, ritengono che la difesa di un piccolo mondo come quello terrestre sia una mossa inutile e strategicamente errata. La situazione sembra dunque disperata poiché l'ultimo tentativo dei due terrestri non ha portato al risultato sperato. Ma Cal sente che qualcosa non va nel ragionamento apparentemente inattaccabile dei Llanna.
Improvvisamente arriva l'illuminazione: Cal comprende che i Llanna stanno lentamente perdendo la guerra galattica contro gli Zhagon proprio in virtù della loro cieca fiducia nei confronti dei loro calcolatori che prevedono l'andamento della guerra. Gli Zhagon infatti, sostiene Cal, sapendo che i Llanna prevedono le mosse della guerra attraverso le loro macchine e disponendo essi stessi della medesima tecnologia, sanno sempre quale sarà la mossa dell'avversario. Avendo capito questo particolare essi hanno introdotto nella loro strategia di guerra l'unica cosa contro cui i Llanna non possono nulla: l'imprevedibilità. Cal scopre che gli Zhagon hanno deciso a caso il loro obiettivo, la Terra, perché comunque sapevano che Metaluna non avrebbe difeso quella posizione. Cal riesce a dimostrate la forza del suo ragionamento davanti al Consiglio di Metaluna, che dunque, cambiando strategia di battaglia, decide per la difesa della Terra. La guerra senza tempo contro gli Zhagon non è vinta, ma si è aperta per i Llanna una concreta possibilità di vittoria che prima era loro preclusa.

## Personaggi
- Cal Meacham: protagonista del libro. È colui che, grazie alla sua intuizione, riesce a far cambiare strategia di guerra ai Llanna.
- Ruth Adams: co-protagonista del libro. Nel corso dell'avventura si innamora e sposa il protagonista Cal. Lo segue durante tutte le sue avventure e lo aiuta nei momenti di difficoltà.
- Ole Swenberg: l'antagonista. In realtà in tutta la prima parte del libro tale personaggio sembra essere un alleato dei protagonisti. Verso la fine della storia però viene scoperta la sua vera identità: egli è uno Zhagon mandato sulla terra per impedire la costruzione degli interocitori.
- Jorganosvara: presentato all'inizio del libro semplicemente come l'Ingegnere è un alieno membro autorevole del Consiglio di Metaluna.

## Trasposizione cinematografica
Nel 1955 da tale romanzo è stato liberamente tratto l'omonimo film, Cittadino dello spazio (This Island Earth), che ha riscosso un grandissimo successo; sebbene la storia sia essenzialmente la stessa, tra libro e film sussistono delle differenze.
La produzione di Raymond F. Jones, ampia e stimolante, è rimasta in parte condizionata dal successo di tale trasposizione cinematografica, uno dei rari casi in cui nei rapporti tra fantascienza letteraria e cinematografica da un buon romanzo sia stato tratto un buon film: di solito accade l'inverso. In pratica tale romanzo ha costituito per Jones da una parte il momento culminante della sua carriera e dall'altra il successivo parametro al quale tutta la sua produzione letteraria ha dovuto essere subordinata.

## Edizioni
- Raymond F. Jones, Il cittadino dello spazio, Urania n.96, Arnoldo Mondadori Editore, 1955,  p. 128.
- Raymond F. Jones, Il cittadino dello spazio, I Classici della Fantascienza n.28, Libra Editrice, 1977,  p. 280.